# Подковоносы
Подковоно́сы (лат. Rhinolophus) — род летучих мышей из семейства подковоносых (Rhinolophidae). Относятся к самым примитивным представителям подотряда летучих мышей. Своё название род получил за кожно-хрящевые выросты вокруг ноздрей, напоминающие подкову. Выросты служат для формирования пучка эхолокационных сигналов, которые подковоносы издают через ноздри. Подковоносы широко распространены от тропической до умеренной зоны Восточного полушария, включая юг России (Северный Кавказ). Питаются насекомыми, которых обычно ловят на лету. В полёте могут зависать на месте.

## Заболевания
Известны 4 вида подковоносов (R. sinicus, R. ferrumequinum, R. macrotis, R. pearsoni), являющихся природными носителями коронавирусов, родственных возбудителям SARS человека (атипичной пневмонии).

## Список видов
В род подковоносов входит порядка 69 видов:
- Rhinolophus acuminatus (Peters, 1871)
Распространение: Палаван, Калимантан, о. Ниас, Ява, Бали, Ломбок, Таиланд, Лаос, Камбоджа
- Rhinolophus adami (Aellen & Brosset, 1968)
Распространение: Республика Конго
- Азиатский подковонос (Rhinolophus affinis) (Horsfield, 1823)
Распространение: Индонезия, Малайзия, Андаманские острова, Шри-Ланка, южный Китай
- Ганский подковонос (Rhinolophus alcyone) (Temminck, 1852)
Распространение: Сенегал, Гана, Габон, Конго, о. Биоко, Судан, Уганда
- Подковонос Андерсена (Rhinolophus anderseni) (Cabrera, 1909)
Распространение: Филиппины (о-ва Лусон, Палаван)
- Лузонский подковонос (Rhinolophus arcuatus) (Peters, 1871)
Распространение: Филиппины, о. Ветар, Суматра, Калимантан (Саравак)
- Rhinolophus beddomei (Anderson, 1905)
Распространение: Индия (Андхра-Прадеш, Карнатака, Керала, Махараштра), Шри-Ланка
- Средиземноморский подковонос (Rhinolophus blasii), или подковонос Блазиуса (Peters, 1867)
Распространение: Южная Европа, Балканы, Малая Азия, Передняя Азия, Туркменистан, Северная Африка, Восточная Африка и Южная Африка
- Бухарский подковонос (Rhinolophus bocharicus)
- Борнейский подковонос (Rhinolophus borneensis) (Peters, 1861)
Распространение: северный Калимантан, острова Каримата, острова Бунгуран, Ява, Бали, Тимор, Сулавеси, Камбоджа, Вьетнам
- Rhinolophus canuti (Thomas & Wroughton, 1909)
Распространение: Ява, Тимор
- Южноафриканский подковонос (Rhinolophus capensis) (Lichtenstein, 1823)
Распространение: ЮАР
- Rhinolophus celebensis (K. Andersen, 1905)
Распространение: Индонезия
- Подковонос Жоффруа (Rhinolophus clivosus) (Cretzschmar, 1828)
Распространение: Средняя Азия, Передняя Азия, Саудовская Аравия, Египет, Алжир, Судан, Африка южнее Сахары
- Бирманский подковонос (Rhinolophus coelophyllus) (Peters, 1867)
Распространение: материковая Малайзия, Таиланд, Мьянма
- Rhinolophus cognatus (K. Andersen, 1906)
Распространение: Андаманские острова
- Rhinolophus convexus (Csorba, 1997)
Распространение: Малайзия (полуостров Малакка)
- Японский подковонос (Rhinolophus cornutus) (Temminck, 1835)
Распространение: Япония
- Подковонос Крега (Rhinolophus creaghi) (Thomas, 1896)
Распространение: Калимантан, о. Мадура, Ява, Тимор
- Подковонос Дарлинга (Rhinolophus darlingi) (K. Andersen, 1905)
Распространение: ЮАР, Намибия, южная Ангола, северная Ботсвана, западная Ботсвана, Зимбабве, Малави, Мозамбик, Танзания
- Подковонос Декена (Rhinolophus deckenii) (Peters, 1868)
Распространение: Кения, Танзания, о. Пемба, о. Занзибар
- Подковонос Дента (Rhinolophus denti) (Thomas, 1904) 
Распространение: ЮАР, Намибия, Ботсвана, Зимбабве, Ангола, Гана, Гвинея-Бисау, Гвинея
- Угандский подковонос (Rhinolophus eloquens) (K. Andersen, 1905)
Распространение: южный Судан, Эфиопия, Сомали, Кения, Уганда, Руанда, северная Танзания, о-ва Пемба и Занзибар
- Южный подковонос (Rhinolophus euryale) (Blasius, 1853) 
Распространение: Европа, Южная Россия, Кавказ, Закавказье, Передняя Азия, Северо-Западная Африка
- Восточный подковонос (Rhinolophus euryotis) (Temminck, 1835)
Распространение: острова Ару, о. Буру, о. Амбон, о. Серам, Тимор, острова Кай, Малайский архипелаг, Новая Гвинея, Бисмарка архипелаг, Сулавеси
- Rhinolophus feae (K. Andersen, 1905)
Распространение: Мьянма, Таиланд
- Большой подковонос (Rhinolophus ferrumequinum) (Schreber, 1774) 
Распространение: Европа, Северная Африка, Россия, большая часть Азии, Япония
- Дамарский подковонос (Rhinolophus fumigatus) (Ruppell, 1842)
Распространение: Африка южнее Сахары
- Rhinolophus guineensis (Eisentraut, 1960)
Распространение: Кот-д’Ивуар, Гвинея, Либерия, Сенегал, Сьерра-Леоне
- Rhinolophus hillorum (Koopman, 1989)
Распространение: Гвинея, Либерия, Камерун, Нигерия
- Подковонос Гильдебрандта (Rhinolophus hildebrandti) (Peters, 1878)
Распространение: ЮАР, Мозамбик, Эфиопия, южный Судан, Конго
- Малый подковонос (Rhinolophus hipposideros) (Bechstein, 1800) — малый подковонос
Распространение: Ирландия, Великобритания, материковая Европа, Россия, Северная Африка, Средняя Азия, Кашмир
- Подковонос Имайдзуми (Rhinolophus imaizumii) (Hill & Yoshiyuki, 1980)
Распространение: Япония-о. Ириомоте (Рюкю)
- Слабый подковонос (Rhinolophus inops) (K. Andersen, 1905)
Распространение: Филиппины — о. Минданао
- Кейский подковонос (Rhinolophus keyensis) (Peters, 1871)
Распространение: Малайский архипелаг, о. Серам, острова Кай, о. Ветар
- Подковонос Ландера (Rhinolophus landeri) (Martin, 1838)
Распространение: Сенегал, Эфиопия, Сомали, Кения, ЮАР, Намибия, Ангола, о. Биоко, Конго, о. Занзибар
- Индийский подковонос (Rhinolophus lepidus) (Blyth, 1844)
Распространение: Афганистан, северная Индия, Мьянма, Таиланд, Китай (Сычуань, Юньнань), Малайзия, Суматра
- Большой восточный подковонос (Rhinolophus luctus) (Temminck, 1835)
Распространение: Индия (Сикким), Непал, Мьянма, Шри-Ланка, южный Китай, Тайвань, Вьетнам, Лаос, Таиланд, Малайзия, Суматра, Ява, Калимантан, Бали
- Подковонос Маклауда (Rhinolophus maclaudi) (Pousargues, 1897)
Распространение: Гвинея
- Длинноухий подковонос (Rhinolophus macrotis) (Blyth, 1844)
Распространение: северная Индия, южная Китай, Вьетнам, Малайзия, Суматра
- Малайский подковонос (Rhinolophus malayanus) (Bonhote, 1903)
Распространение: Таиланд, Лаос, Вьетнам
- Таиландский подковонос (Rhinolophus marshalli) (Thonglongya, 1973)
Распространение: Вьетнам, Лаос, Таиланд, Малайзия
- Австралийский подковонос (Rhinolophus megaphyllus) (John Edward Gray|Gray, 1834)
Распространение: Восточная Новая Гвинея, Бисмарка архипелаг, Австралия — Квинсленд, Новый Южный Уэльс, Виктория
- Подковонос Мегели (Rhinolophus mehelyi), или румынский подковонос (Matschie, 1901) 
Распространение: Южная Европа, Россия, Малая Азия, Передняя Азия, Северная Африка
- Rhinolophus mitratus (Blyth, 1844)
Распространение: Индия (Бихар)
- Однорогий подковонос (Rhinolophus monoceros) (K. Andersen, 1905)
Распространение: Тайвань
- Спантанский подковонос (Rhinolophus nereis) (K. Andersen, 1905)
Распространение: Индонезия — о-ва Анамбас (Сиантан)
- Подковонос Осгуда (Rhinolophus osgoodi) (Sanborn, 1939)
Распространение: Китай — Юньнань
- Большеухий подковонос (Rhinolophus paradoxolophus) (Bourret, 1951)
Распространение: северный Вьетнам, Лаос, Таиланд
- Подковонос Пирсона (Rhinolophus pearsonii) (Horsfield, 1851)
Распространение: северная Индия, Мьянма, Китай — Сычуань, Аньхой, Фуцзянь, Вьетнам, Таиланд, Малайзия
- Филиппинский подковонос (Rhinolophus philippinensis) (Waterhouse, 1843)
Распространение: Филиппины — Миндоро, Лусон, Минданао, Негрос, Индонезия —  острова Кай, Сулавеси, Тимор, Калимантан, Новая Гвинея, Австралия — северо-восточный Квинсленд
- Карликовый подковонос (Rhinolophus pusillus) (Temminck, 1834) 
Распространение: Индия, Таиланд, Малайзия, о-ва Ментавай
- Королевский подковонос (Rhinolophus rex) (G. M. Allen, 1923)
Распространение: северо-западный Китай
- Подковонос Робинсона (Rhinolophus robinsoni) (K. Andersen, 1918)
Распространение: Малайзия, Таиланд
- Подковонос Ру (Rhinolophus rouxii) (Temminck, 1835) 
Распространение: Шри-Ланка, Индия, южный Китай, Вьетнам
- Рыжий подковонос (Rhinolophus rufus) (Eydous & Gervais, 1836) 
Распространение: Филиппины
- Калимантанский подковонос (Rhinolophus sedulus) (K. Andersen, 1905) 
Распространение: Малайзия, Калимантан
- Rhinolophus shameli (Tate, 1943)
Распространение: Лаос, Таиланд, Камбоджа, Малайзия, Мьянма
- Rhinolophus silvestris (Aellen, 1959)
Распространение: Габон, Республика Конго
- Ломбокский подковонос (Rhinolophus simplex) (K. Andersen, 1905)
Распространение: о-ва Ломбок, Сумбава, Комодо
- Rhinolophus simulator (K. Andersen, 1904) 
Распространение: Южная Африка, южный Судан, Эфиопия, Камерун, северная Нигерия
- Малайзийский подковонос (Rhinolophus stheno) (K. Andersen, 1905)
Распространение: Малайзия, Таиланд, Суматра, Ява
- Каштановый подковонос (Rhinolophus subbadius) (Blyth, 1844)
Распространение: Индия (Ассам), Непал, северный Вьетнам, Мьянма
- Рыжеватый подковонос (Rhinolophus subrufus) (K. Andersen, 1905)
Распространение: Филиппины — Минданао, Лусон, Миндоро, Негрос
- Подковонос Свинни (Rhinolophus swinnyi) (Gough, 1908)
Распространение: ЮАР, Ангола, республика Конго, Замбия, Зимбабве, Мозамбик, Танзания, о. Занзибар
- Подковонос Томаса (Rhinolophus thomasi) (K. Andersen, 1905)
Распространение: юго-восточная Мьянма, северный Вьетнам, Лаос, Таиланд, Китай (Юньнань)
- Трёхлистный подковонос (Rhinolophus trifoliatus) (Temminck, 1834)
Распространение: Малайзия, Суматра, Калимантан, Ява, о. Ниас, Таиланд, Мьянма, северо-восточная Индия
- Минданаоский подковонос (Rhinolophus virgo) (K. Andersen, 1905)
Распространение: Филиппины
- Юньнаньский подковонос (Rhinolophus yunanensis) (Dobson, 1872)
Распространение: Китай (Юньнань), Таиланд, Мьянма, северо-восточная Индия